# Lego Marvel Super Heroes 2
Lego Marvel Super Heroes 2 — компьютерная игра 2017 года выпуска в жанре Action-adventure. Разработанная компанией TT Games и издана Warner Bros. Interactive Entertainment для Microsoft Windows, Xbox One, PlayStation 4 и Nintendo Switch. Игра вышла 14 ноября 2017 года. 2 августа 2018 года Feral Interactive выпустила игру для macOS. Является сиквелом Lego Marvel Super Heroes.

## Игровой процесс
Lego Marvel Super Heroes 2 имеет геймплей, схожий с его предшественниками из других видеоигр Lego, представляющий собой чередующиеся между различными приключениями и сценариями решения головоломок. Игра дает игрокам возможность манипулировать временем непосредственно из нового открытого мира — Хронополиса, который является соединением нескольких разных мест Вселенной Marvel, связанных временем и пространством. Среди этих мест: Древний Египет, Средневековая Англия, горы Кунь-Лунь, Болото Лешего, Лемурия, Нью-Йорк (Нуарный, Современный и 2099 года), Асгард, Ксандр, Хала, Сакаар, Аттилан и Империя Гидры. В игру также добавлен новый конкурентный режим с четырьмя игроками, позволяющий игрокам одновременно сражаться друг с другом.

## Сюжет
Через четыре года после событий первой игры, Канг Завоеватель путешествует по разным временным линиям и реальностям, завоевывает и похищает свои самые любимые города, а затем объединяет их в одно место: Хронополис. Благодаря этому, различные супергерои берутся из своих собственных «домов» и переносятся туда, где они должны работать вместе, чтобы предотвратить угрозу Канга Завоевателя, который планирует захватить не только Хронополис, но и Вселенную.

## Озвучивание
- Колин МакФарлейн — Хеймдалль, Гор, Красный Волк
- Грег Миллер — Утка Говард
- Питер Серафинович — Канг-Завоеватель
- Ник Скарпино — Свин-Паук
- Гэри Мартин — Халк, Дормамму, Супер Интеллект, Суртур, Гринскин
- Тим Геттис — Тор Лягушка
- Кевин Коэлло — Тинкерер
- Стэн Ли в роли самого себя

## Персонажи
Игра позволит игроку контролировать сотни персонажей из Вселенной Marvel, каждый со своими уникальными способностями. В то время как некоторые из них основаны только на комиксах, у других образы взяты из Кинематографической вселенной Marvel, например у Стражи Галактики. В игре представлены персонажи из разных периодов времени и реалий, такие как Нуарный Человек-паук, Гвен-Паук, Человек-паук 2099, Халк и Тор из фильма «Тор: Рагнарёк», Команда Стражей Галактики, Капитан Марвел, Доктор Стрэндж, ковбойская версия Капитана Америки и множество кино- и комиксных героев и злодеев. В качестве главного злодея игры выступает Канг Завоеватель.

### Герои
- Мстители:
  - Воитель
  - Виккан
  - Чудо-человек
  - Капитан Америка
  - Человек-паук
  - Веном 2099
  - Капитан Америка
    - Капитан Америка 2099
    - Капитан Америка (Пэгги Картер)
    - Капитан Америка (Ковбой)
    - Капитан Америка (Оборотень)
    - Капитан Америка (Пилот)

  - Железный человек (The Invincible)
    - Железный Человек (Homecoming)
    - Железный Человек (Дикий Запад)
    - Тони Старк
    - Тони Старк (Дикий Запад)

  - Чёрная Вдова
  - Сокол
  - Человек-муравей (кино-версия)
  - Соколиный глаз
  - Ник Фьюри
  - Голиаф (Хэнк Пим)
  - Жёлтый жакет (Хэнк Пим)
  - Классический Человек-муравей (Хэнк Пим)
  - Оса
  - Мария Хилл
  - Люк Кейдж
    - Нуарный Люк Кейдж

  - Вижн
  - Мисти Найт
  - Зимний солдат
  - Халклинг
  - Америка Чавес
  - Плащ
  - Кинжал
  - Вонг
- Халки
  - Халк
  - Халк (Тор: Рагнарёк)
  - Брюс Бэннер
  - Брюс Бэннер (Дикий Запад)
  - Маэстро
  - Халк Средневековья
  - Халк 2099
  - Красный Халк (Генерал Росс)
  - Женщина-Халк
  - Красная Женщина-Халк
  - А-Бомба (Рик Джонс)
  - Скаар
- Стражи Галактики:
  - Звёздный Лорд
    - Звёздный Лорд (Опустошитель)
    - Звёздный Лорд (Серый Верх)

  - Гамора
  - Небула
  - Дракс Разрушитель
  - Ракета
  - Грут (3 вида)
  - Мантис
  - Йонду
  - Стражи Галактики (1969)
    - Чарли-27
    - Йонду (классический)
- Асгард
  - Тор (Тор: Рагнарёк)
    - Тор (Джей Фостер)
    - Тор Лягушка (Трог)

  - Хеймдалль
  - Один
  - Валькирия
  - Рагнарёк
  - Бета Рей Билл
  - Молот
  - Леди Сиф
- Паучья Вселенная:
  - Человек-паук (Homecoming)
    - Человек паук 2099
    - Питер Паркер
    - Человек-паук (симбиот)
    - Человек-паук (Homecoming; самодельный костюм)
    - Свин-паук
    - Человек-паук (Англия)

  - Превосходный Человек-Паук (Отто Октавиус)
  - Гвен-Паук и Джессика Дрю
  - Арахнид Младший
  - Человек-паук Нуар
  - Человек-паук (Майлз Моралес)
  - Леди-Паук (Мэй Рейлли)
  - Шелк
  - Агент Веном
- Капитан Марвел
  - Кэрол Денверс
  - Кэрол Денверс (В Маске)
  - Камала Хан
- Нелюди:
  - Медуза
  - Чёрный Гром
  - Локджо
  - Тритон
  - Горгон
  - Кристалл
  - Карнак
- Зимняя гвардия:
  - Майор Медведь
  - Багровый Динамо
  - Красный Страж
  - Тёмная Звезда
- Девушка-белка
- Койбой
- Клея
- Мерлин
- Король Артур
- Корвак
- Кинмонгия
- Землетрясение
- Шури
- Старейшина
- Чёрная Кошка
- Нова Прайм
- Гор
- Синее Чудо
- Колинг Винг
- Корг
- Фарбуигмен
- Инферно
- Райханкинг
- Хитмакейн
- Кид Кольт
- Красавчик Бурундук
- Певчая Птица
- Шипохвост
- Нова
- Адам Уорлок
- Капитан Британия
- Живая Мумия
- Бурундук
- Сорвиголова
- Красный Волк
- Живой Тотем
- Черная Пантера
- Доктор Стрэндж (кино-версия)
- Леший
- Железный Кулак
- Белая Тигрица (Ева Айала)
- Каратель
- Блэйд
- Призрачный гонщик (Джонни Блейз)
- Фантомный Всадник
- Дэйн Уитман (Чёрный рыцарь)

### Злодеи
- Капитан Америка (Гидра)
- Фея Моргана
- Ящер
- Шокер (Homecoming)
- Шокер (Классический)
- Боец
- Максимус
- Мадам Гидра
- Шокерфейс
- Равонна
- Красный Король
- Ронан Обвинитель
- Скорпион
- Стальной Змей
- Суртур
- Тактическая Броня
- Таксмастер
- Присутствие
- Торг
- Вормут
- Терминартриск
- Электра (Нуар)
- Электро
- Электро 2099
- Стрелок
- Аиша
- Капитан Камбет
- Меченый (Дикий Запад)
- Тёмный Ястреб
- Кувалда
- Зелёный Гоблин 2099
- Грандмастер (Классический)
- Грандмастер (Тор: Рагнарёк)
- Барон Земо
- Арним Зола
- Аттума
- Красный Череп
- Канг Завоеватель
- Чаровница (Marvel Comics)
- Фиск
- МОДОК

Различные приспешники
- Целестиал
  - Натан Гарретт (Чёрный рыцарь)
- М’Баку
- Зелёный Гоблин
- Хобгоблин
- Мистерио
- Локи
- Веном
- Доктор Осьминог
- Эго
- Кло
- Карном
- Стервятник (Homecoming)
- Стервятник (Классический)
- Носорог
- Песочный человек
- Крэйвен-охотник
- Скорпион
- Карнаж
- Дормамму
- Морбиус

### Остальные
- Космо
- Адская корова
- Утка Говард
- Железная Утка
- Гвенпул
- Стэн Ли
- Джей Джона Джеймсон
- Фин Фан Фум
- Тётя Мей
- Агент Колсон
- Коллекционер
- Воин Кронан
- Парень с Двумя Пушками

## DLC
Как и к большинству Lego-игр, к Lego Marvel Super Heroes 2 существует загружаемый контент. На данный момент выпущено 6 DLC по фильмам: «Стражи Галактики. Часть 2», «Чёрная пантера», «Мстители: Война бесконечности», «Человек-муравей и Оса», и по телесериалам: «Беглецы» и «Плащ и Кинжал». Также есть DLC, которые добавляют наборы персонажей: «Агенты Атласа», «Чемпионы», «Вне времени» и «Классические Стражи Галактики».

## Отзывы
| Сводный рейтинг | Сводный рейтинг |
| Агрегатор       | Оценка          |
| --------------- | --------------- |
| GameRankings    | 72,33 %         |